# 豬苗代湖
豬苗代湖（日语：／ Inawashiroko */?）是位于日本福島縣會津若松市、郡山市、耶麻郡猪苗代町的断层湖。它是全日本第四大湖泊，面积103.24平方公里。该湖属于阿贺野川水系，被指定为一级河川，是福岛县的象征之一。由于湖水清澈，也被称为天鏡湖（てんきょうこ）。

## 地理
猪苗代湖位于福岛县几乎正中央的位置。其面积在琵琶湖、霞浦湖和佐吕间湖之后，位居日本第四，是福岛县最大的湖泊。此外，湖面海拔514米，是全国海拔较高的湖泊之一，属于磐梯朝日国立公园。
长期以来，湖面的市町边界未定，但为了通过划定边界增加地方交付税，1999年（平成11年）10月采用“等距离线原则”划定了边界线。由此，湖面的47%属于猪苗代町，28%属于会津若松市，25%属于郡山市。

## 水质
2020年代初，湖水中的氢离子指数（pH）为6.8，接近中性（pH7），与30年前（pH约5）的强酸性相比，水质发生了显著变化。猪苗代湖湖水曾呈现强酸性的原因在于，强酸性地下水和强酸性源泉形成的酸川（Sukawa）水质以强酸性为特征，其水通过长濑川流入湖中。酸性在河流入湖口附近尤为显著。这导致湖中浮游生物较少。此外，铁离子和铝离子浓度较高，在与酸性流入水中和的过程中，有机物和磷凝聚并沉淀，因此，反映水中有机物含量的化学需氧量（COD）为0.5mg/L（2004年数据），是日本有机物含量最少的湖泊，并连续四年被评为日本水质最佳的湖泊。
根据福岛县环境创造中心的报告，流入河流水中硫酸含量减少，可能与安达太良山的火山活动有关，但具体原因尚不明确。不仅流入酸性水的量和质发生了变化，生活污水、工业及农业排水的流入也被认为是导致湖水趋于中性的原因。湖水的中性化使得浮游生物、水草以及若鹭等鱼类更容易生长，但另一方面，由于沉淀有机物的作用减弱，湖底沉积物可能溶出，导致水质急剧恶化的风险增加。2002年，福岛县为了防止猪苗代湖及里磐梯地区湖泊群水环境恶化，并保护水环境，制定了《水质污染防止法》的补充及特别规定条例。

## 湖泊形成
自第四纪以来，东侧的川桁断层开始形成盆地，新第三纪期间，西侧的会津盆地东缘断层等东西向断层进一步塑造了现今猪苗代湖所在的盆地。随后，经过南方火山碎屑流对西侧山地的发育，磐梯山约9万年前的翁岛火山碎屑流沉积物和约4万2千年前的头无火山碎屑流沉积物堵塞了盆地排水口，形成了湖盆地形，湖水位随之上升。之后，由于日桥川的急剧侵蚀，湖面降至现今高度，形成了现在的猪苗代湖。
从绳文时代中期到晚期，湖水位被认为比现在低，湖北部水域出土了这一时期的陶器等文物。
根据山崎新太郎博士（当时任职于北见工业大学）等人的研究，约2万年前湖底发生了大规模滑坡的痕迹，极有可能引发了海啸。

## 自然
猪苗代湖地区气候属于日本海型气候。冬季，强烈的季风将湖水飞沫吹起，附着在树木等物体上并冻结，形成著名的“飞沫冰”。
猪苗代湖湖岸以赤松为主，但也有混生着栎树和椴树的地方。
湖水酸性较强时，水生生物数量较少，但通过放流和捕捞鲤鱼、鲫鱼、鲻鱼、鳗鱼等鱼类，情况有所改善。曾经即使流入或放流鱼卵也难以孵化的若鹭鱼数量增加，猪苗代·秋元非出资渔业协同组合正在考虑重新开始放流若鹭鱼卵。

### 自然纪念物
“猪苗代湖的水杉苔群落”和“猪苗代湖的天鹅及其迁徙地”被指定为日本国家自然纪念物。

## 传说
传说弘法大师途经此地时，向一位正在织布的女子讨水喝，却遭到拒绝。随后，他在另一个村庄遇到一位名叫“翁”的贫穷女子，她正在淘米，弘法大师向她讨要淘米水，女子欣然同意。第二天，磐梯山喷发，周围52个村庄沉入湖底，但只有那位给弘法大师水喝的翁的家没有沉没，变成了岛屿。这就是会津地区流传的翁岛传说。

## 水利

### 湖泊交通和运河
江户时代，猪苗代湖上交通得到发展，湖上交通被用于运输大米等物资。同时，该湖也是周边地区的农业用水来源，设有户之口堰、布藤堰等水利设施。
进入明治时代，为了向降水量不足的郡山市周边安积原野提供饮用水和农业用水，1882年修建了安积疏水，1977年又修建了新安积疏水。这些疏水工程从湖东侧取水，通过隧道穿越分水岭山脉。这一近代日本重要的疏水工程使安积原野转变为日本重要的稻米产地。用水最终汇入阿武隈川水系。为了确保稳定的供水量，在湖西侧的流出河流日桥川上设置了十六桥水门，用于调节湖面高度。如今，猪苗代湖的水主要通过安积疏水用于湖东侧郡山市的农业灌溉，同时也用于湖西侧会津若松市的饮用水供应。此外，日桥川和安积疏水上建有多座水电站，湖水也被用作发电用水。另外，湖上还设有国家地方港口翁岛港和湖南港，主要作为观光港口使用。

### 利用湖水发电的发电厂
第二次世界大战前及战后初期，日本的电力需求几乎全部依赖水力发电，利用猪苗代湖湖水发电的电站群长期以来支撑着关东地区的经济和产业基础。满水时的发电量不仅足以供应整个关东地区（实际是否实施另当别论），甚至被认为可以输送到九州地区，因此猪苗代湖被称为“电气之湖”。1951年秋季干旱时，关东地区被迫实施轮流停电和紧急停电，猪苗代湖的水位成为关注焦点，即使微小的降雨量也会成为新闻报道的内容。

### 河川法相关规定
根据福岛县的条例，此前仅在游泳区域航行才会受到处罚，但2020年（令和2年）9月发生了一起游艇卷入游泳者导致3人死伤的事故。因此，相关法规得到加强，自2024年起将依据《河川法》新设航行区域和航行禁止区域。

## 观光
猪苗代湖是福岛县的代表性旅游景点。它被选为日本百景之一，全年吸引着众多家庭和亲友游客前来露营等休闲活动。作为天鹅的迁徙地而闻名，还运营着从长滨出发的游船服务。
长期以来，猪苗代湖由磐梯观光船公司（猪苗代町）运营观光船“白鸟丸”和“龟丸”。其中，“龟丸”在1984年昭和天皇和香淳皇后访问福岛县时曾作为御用船。然而，该公司因2020年7月新冠疫情扩大影响而破产。两艘船原计划报废，但于2021年6月被当地有志之士成立的新公司猪苗代观光船（猪苗代町）接收。观光船“白鸟丸”自2021年10月29日起重新运营，航行于翁岛环游路线（约35分钟）。另一方面，观光船“龟丸”于2022年7月26日重新运营，作为预约制的船上餐厅提供服务。
湖北岸有天镜阁（重要文化遗产）、野口英世纪念馆等景点。

## 關連項目
- 阿賀野川
- 日橋川
- 磐梯山
- 安積疏水
- 十六橋水門
- 野口英世
- 日本湖泊列表